# سجلات المؤرخ الكبير
سجلات المؤرخ الكبير Records of the Grand Historian (بالصينية: Tàishǐgōng shū 太史公書) وهي  تاريخ هائل من الصين القديمة والعالم عام 109 قبل الميلاد من مملكة هان - سيما شيان من والده سيما تان,

## المحتويات

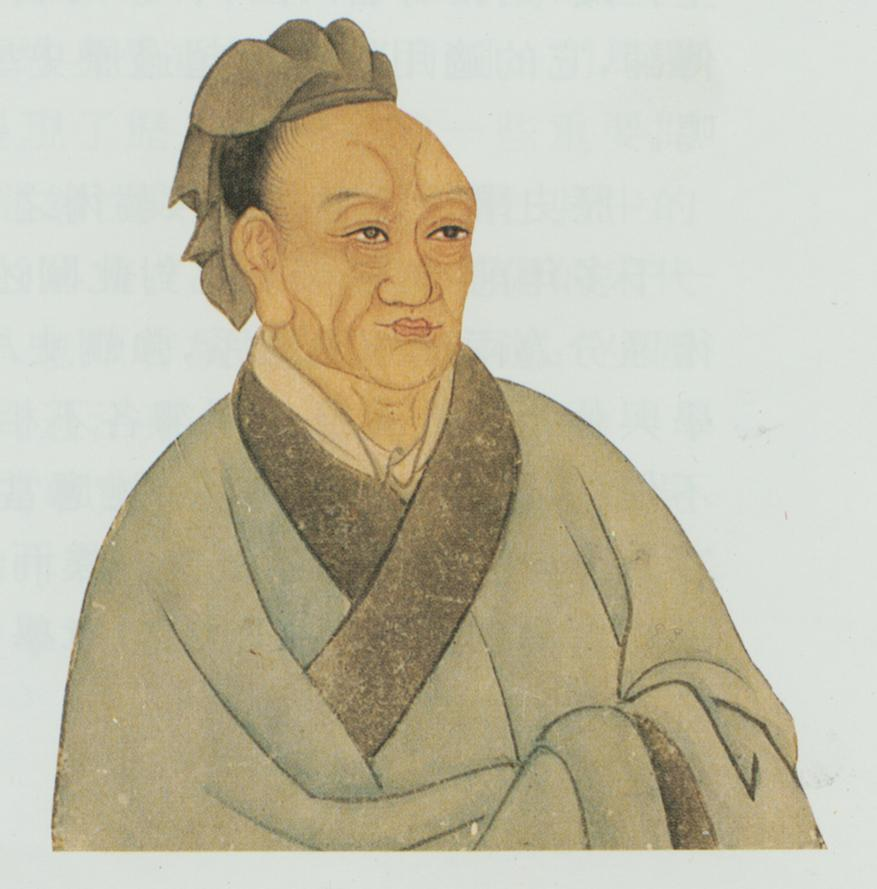
سيما كوان

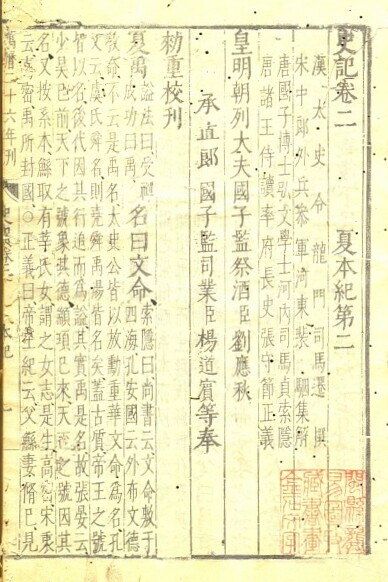
القسم 2 من الحوليات ل xia

يوجد في السجلات  526000 مقطع صيني طويل اطول باربع مرات من كتاب تاريخ الحرب البيلوبونيسية لثوقيديدس.
Treatises (shū 書)
Ranked Biographies (lièzhuàn 列傳)

## الطبعات
| العام                                                                    | الناشر | تقنية الطباعة | ملاحظات |
| ------------------------------------------------------------------------ | --- | ------------- | --- |
| سلالة سونغ الجنوبية (1127 – 1279)                                        | Huang Shanfu | Block-printed | Abbreviated as the Huang Shanfu edition (黄善夫本) |
| سلالة مينغ: بين حقبتي الإمبراطورين جياجينغ ووانلي (من عام 1521 حتى 1620) | The Northern and Southern Imperial Academy                                                                                     | Block-printed | published in 21 Shi. Abbreviated as the Jian edition (监本) |
| سلالة مينغ                                                               | الناشر: the bibliophile Mao Jin (毛晋), 1599 – 1659) and his studio Ji Gu Ge (汲古閣 or the Drawing from Ancient Times Studio) | Block-printed | Published in 17 Shi. Abbreviated as the Mao Ke edition (毛刻本) or the Ji Gu Ge edition (汲古閣本)                                                                                         |
| سلالة تشينغ خلال زمن الإمبراطور تشيان لونغ (1711 – 1799)                 | Wu Yingdian | Block-printed | Published in the Twenty-Four Histories, abbreviated as the Wu Yingdian edition (武英殿本)                                                                                                  |
| سلالة تشينغ خلال زمن الإمبراطور تونغجي (1856 – 1875)                     | Jinling Publishing House (in Nanjing)                                                                                          | Block-printed | Proofreading and copy editing done by Zhang Wenhu. Published with the Sanjiazhu commentaries, 130 volumes in total. Abbreviated as the Jinling Ju or Jinling Publishing edition (金陵局本) |